# Казело (Фиренца)
Казело је насеље у Италији у округу Фиренца, региону Тоскана.
Према процени из 2011. у насељу је живело 25 становника. Насеље се налази на надморској висини од 272 м.